# Primer cementerio de Atenas
El Primer cementerio de Atenas (en griego: Πρώτο Νεκροταφείο Αθηνών) es el cementerio oficial de la ciudad de Atenas (Grecia), y el primero en ser construido en la ciudad. Se abrió en 1837 y pronto se convirtió en un cementerio de lujo para los griegos famosos y extranjeros. 
El cementerio está situado detrás del Templo de Zeus y el Estadio Panathinaiko, en el centro de Atenas. Se ubica en el extremo superior de la calle Anapafseos (Calle del descanso Eterno). Es un gran espacio verde con pinos y cipreses. 
En el cementerio hay tres iglesias. La principal es la iglesia de san Teodoro y también hay un menor dedicada a san Lázaro. La tercera iglesia es una iglesia católica. También hay lugares separados para los protestantes y los judíos. Entre las tumbas de personajes relevantes del cementerio, destacan las del arqueólogo alemán Heinrich Schliemann, la cantante y política Melina Mercouri, el cantante Demis Roussos y varios primeros ministros del país heleno.

## Galería

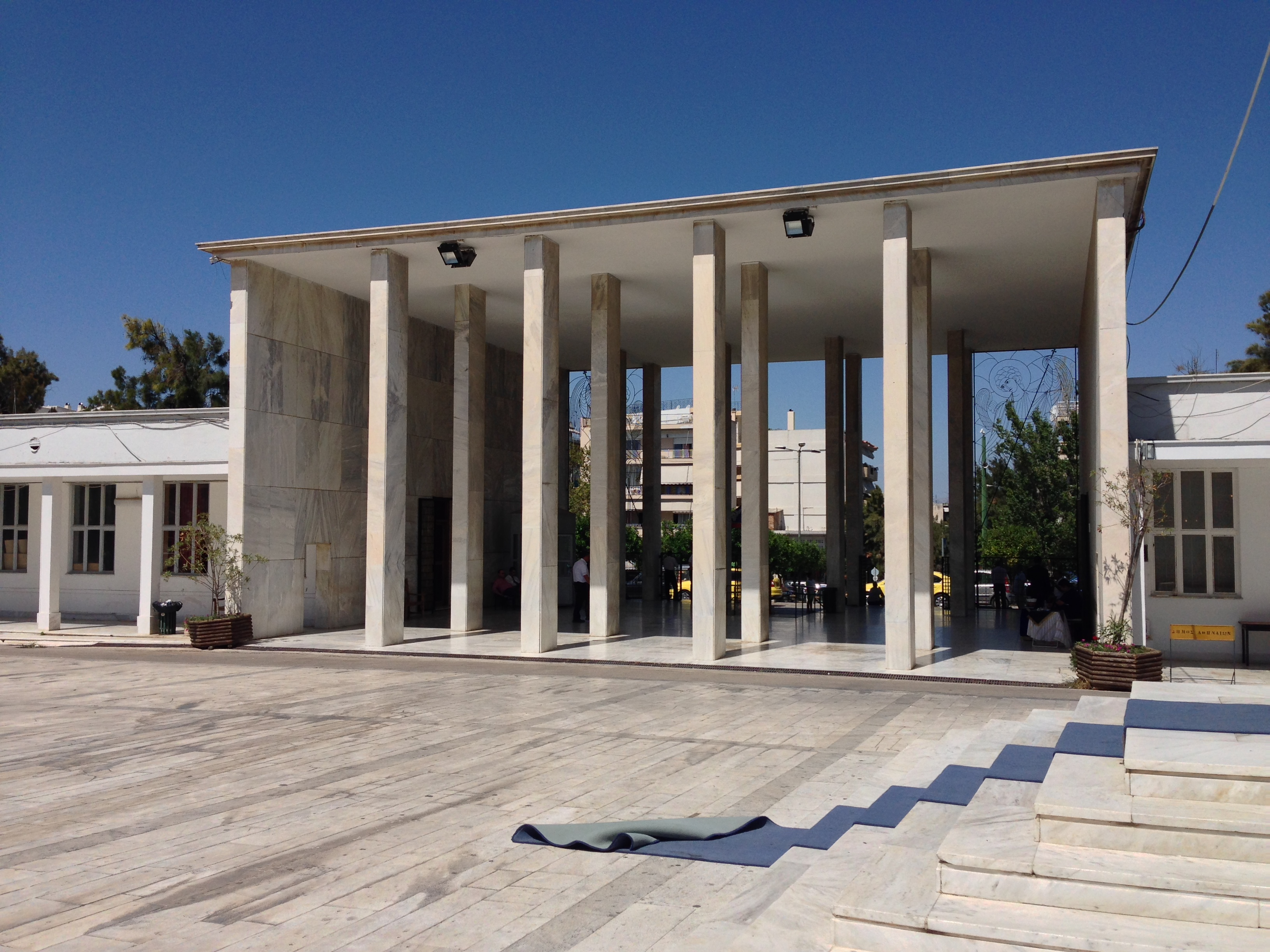
Entrada
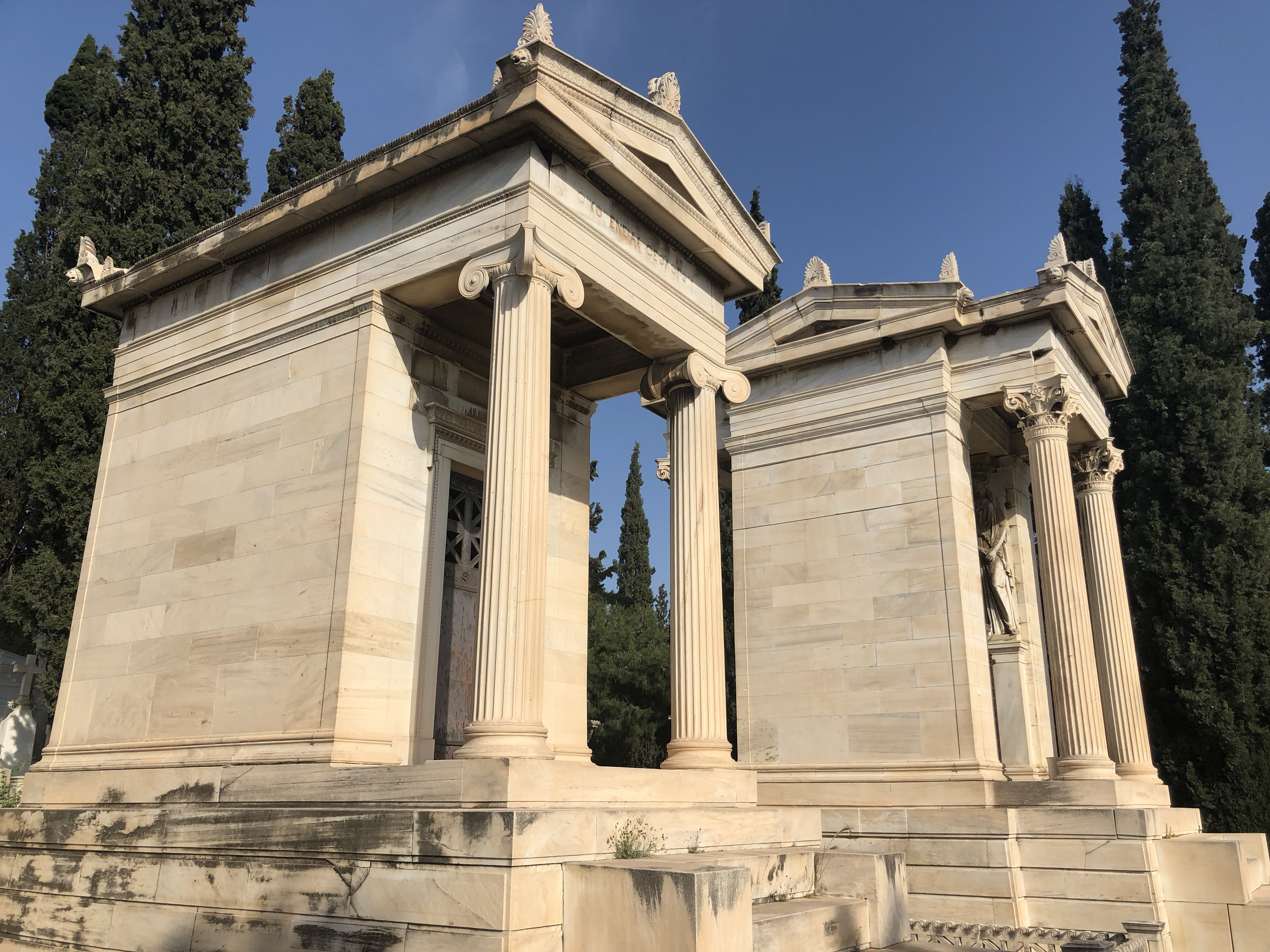
Tumbas en el primer cementerio de Atenas
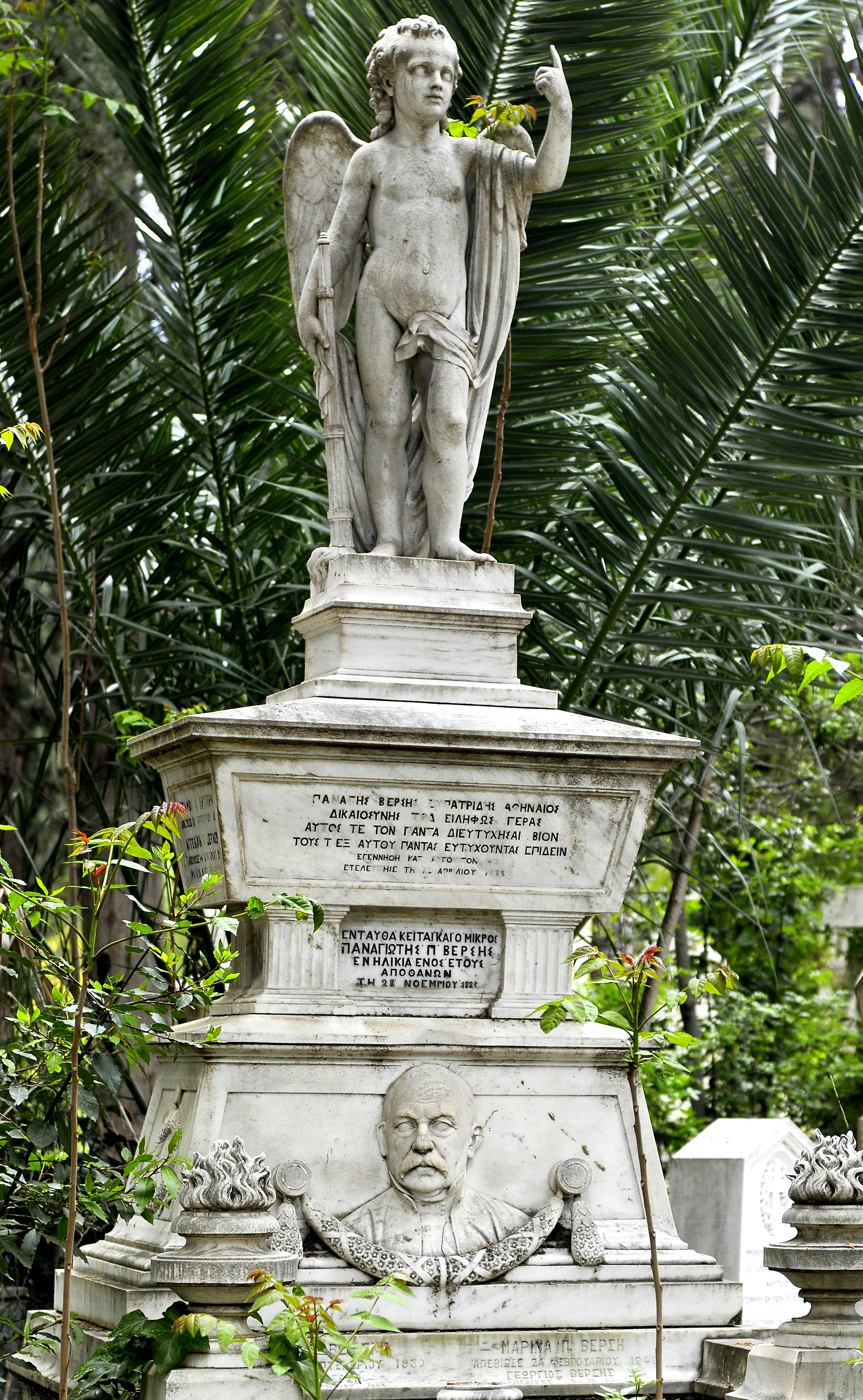
Estatua del ángel
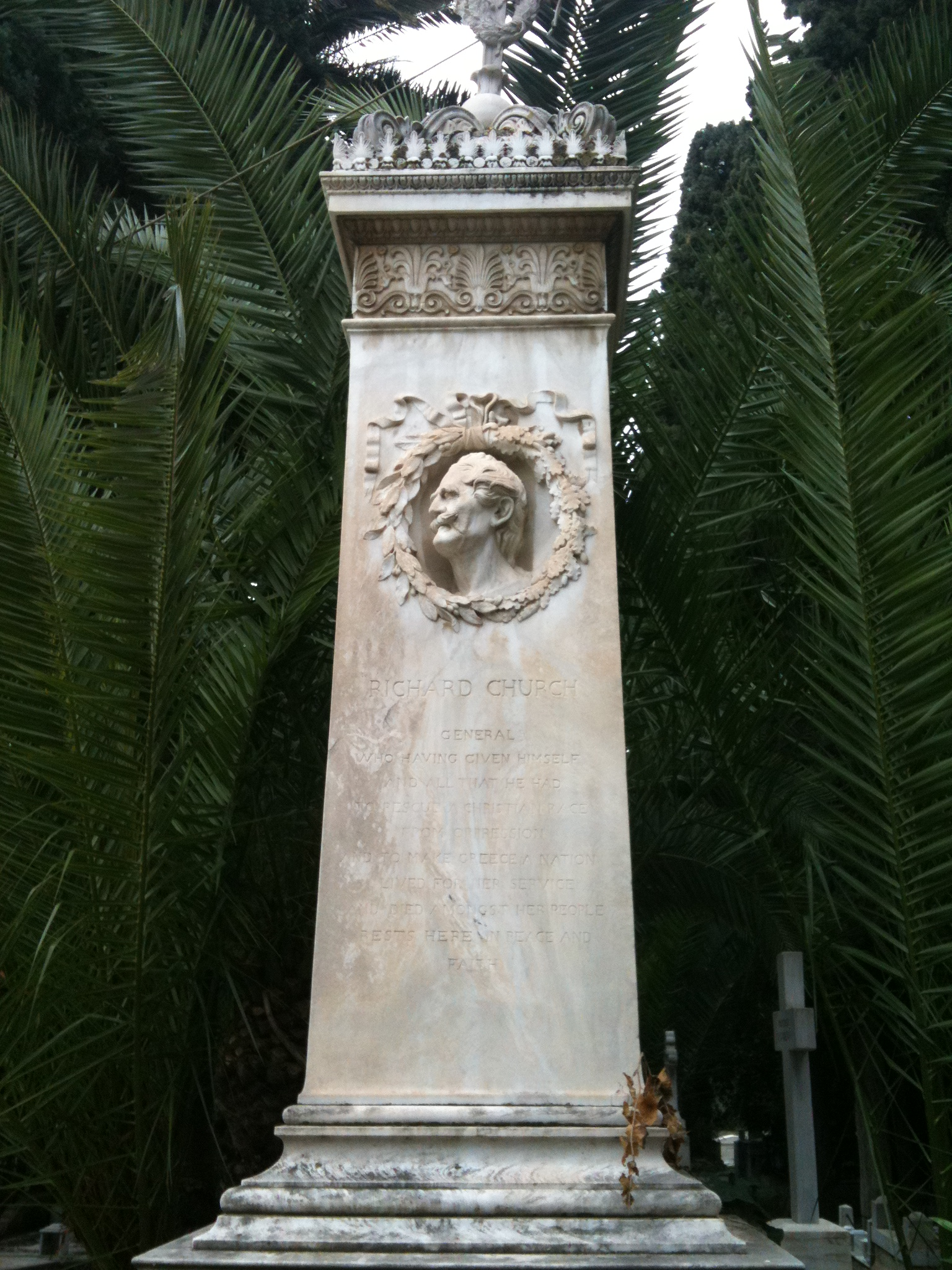
Tumba de Richard Church
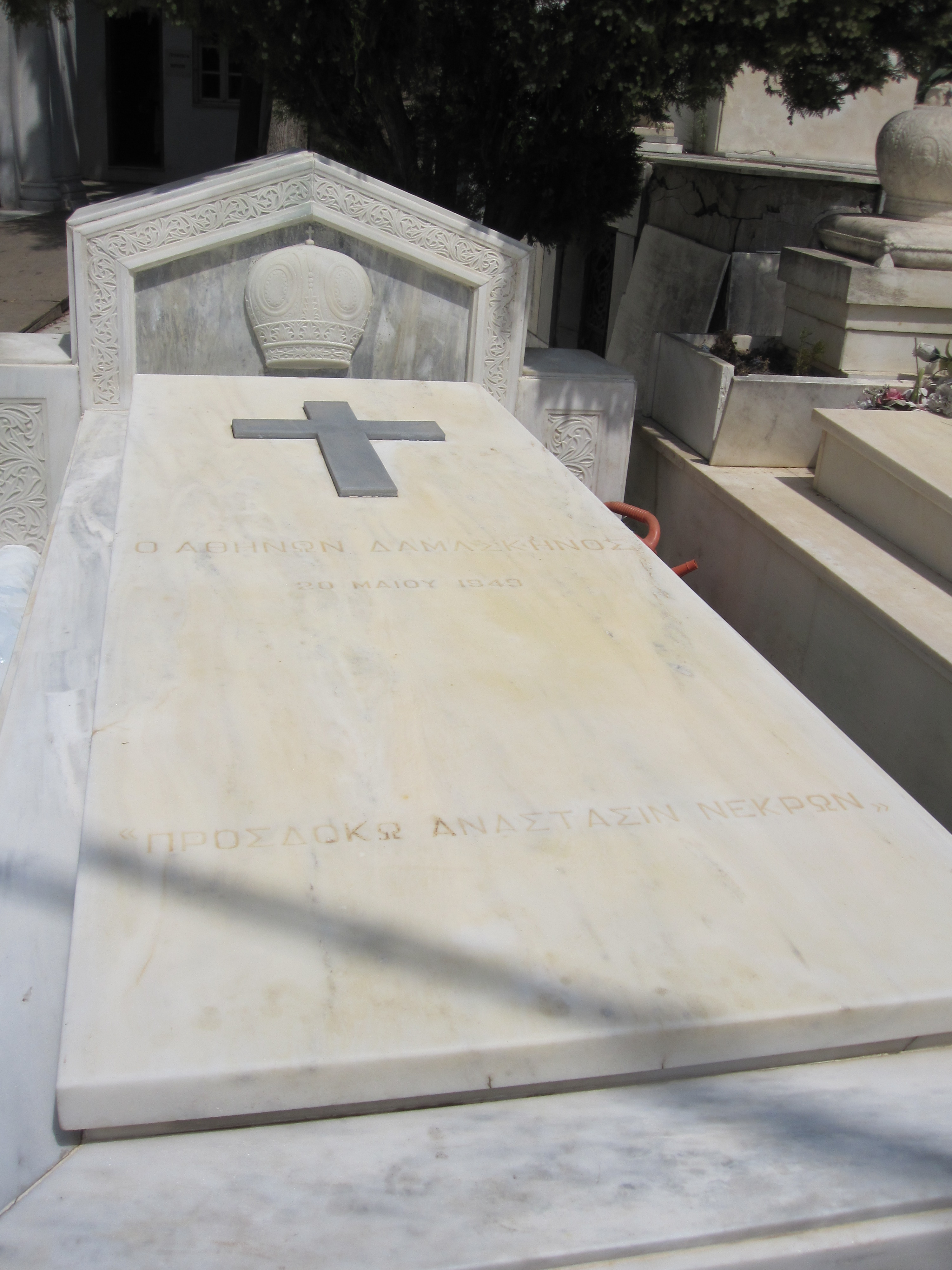
Tumba de Damaskinos de Atenas
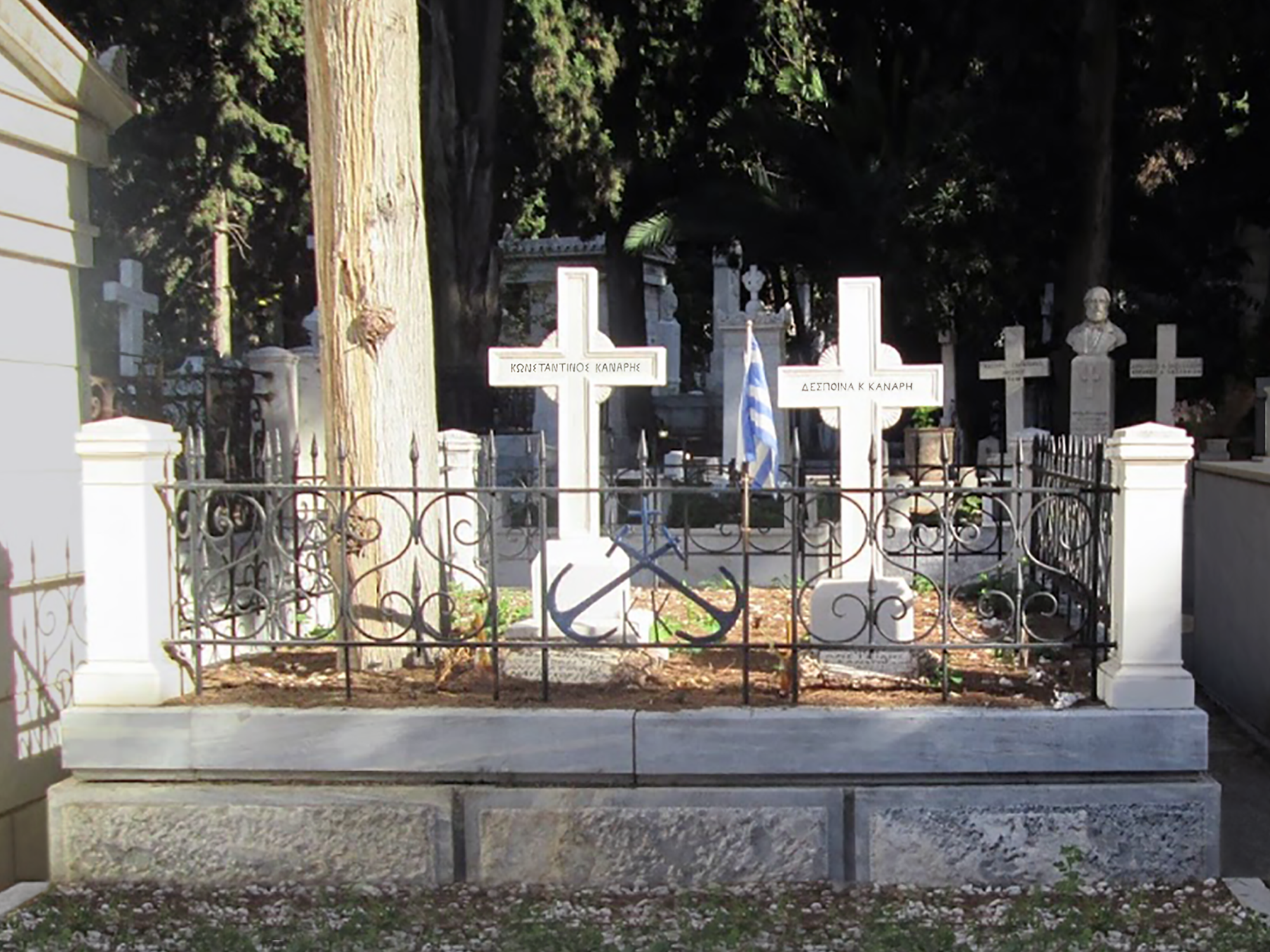
Tumba de Konstantinos Kanaris
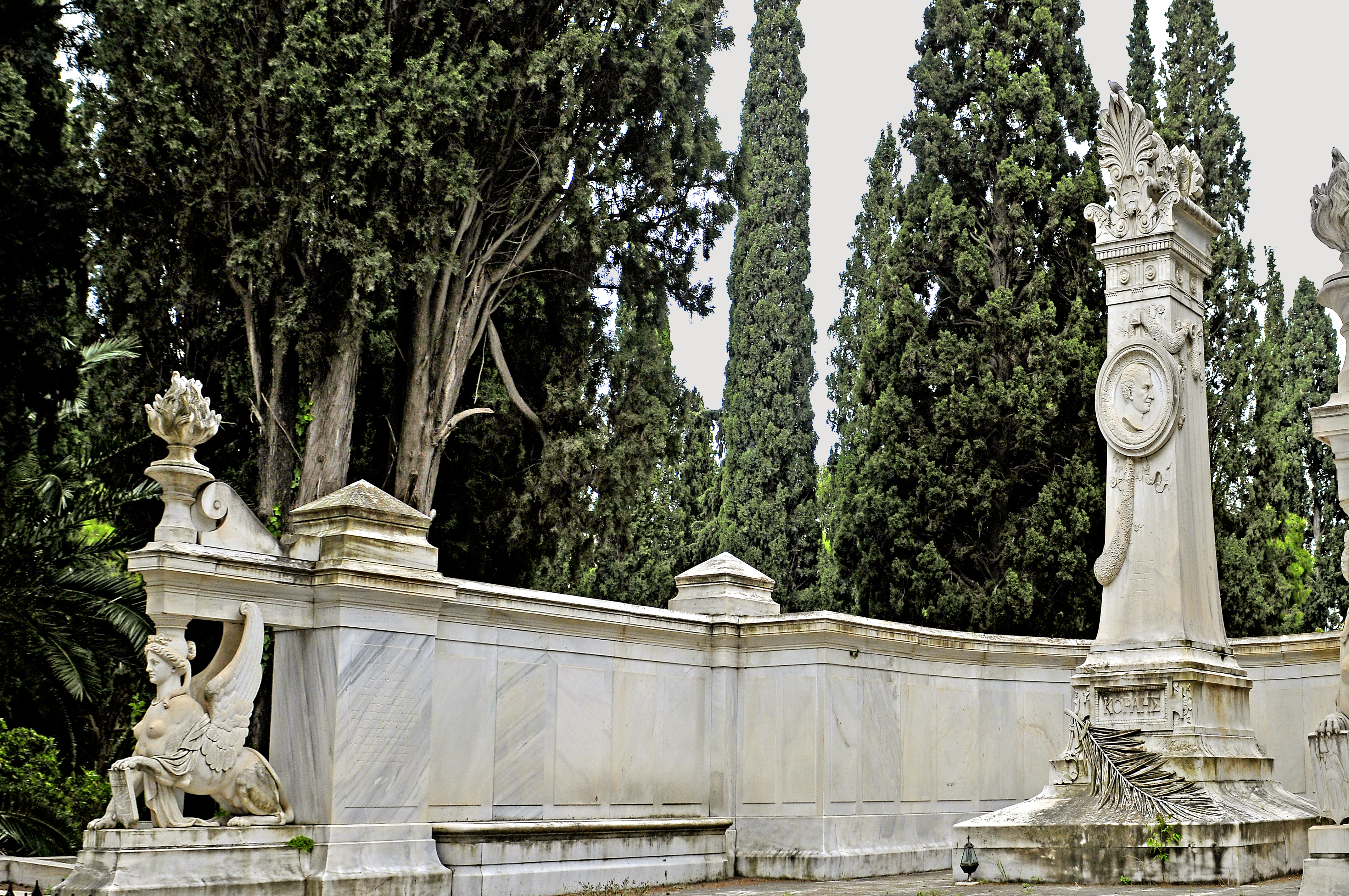
Tumba de Adamantios Koraís
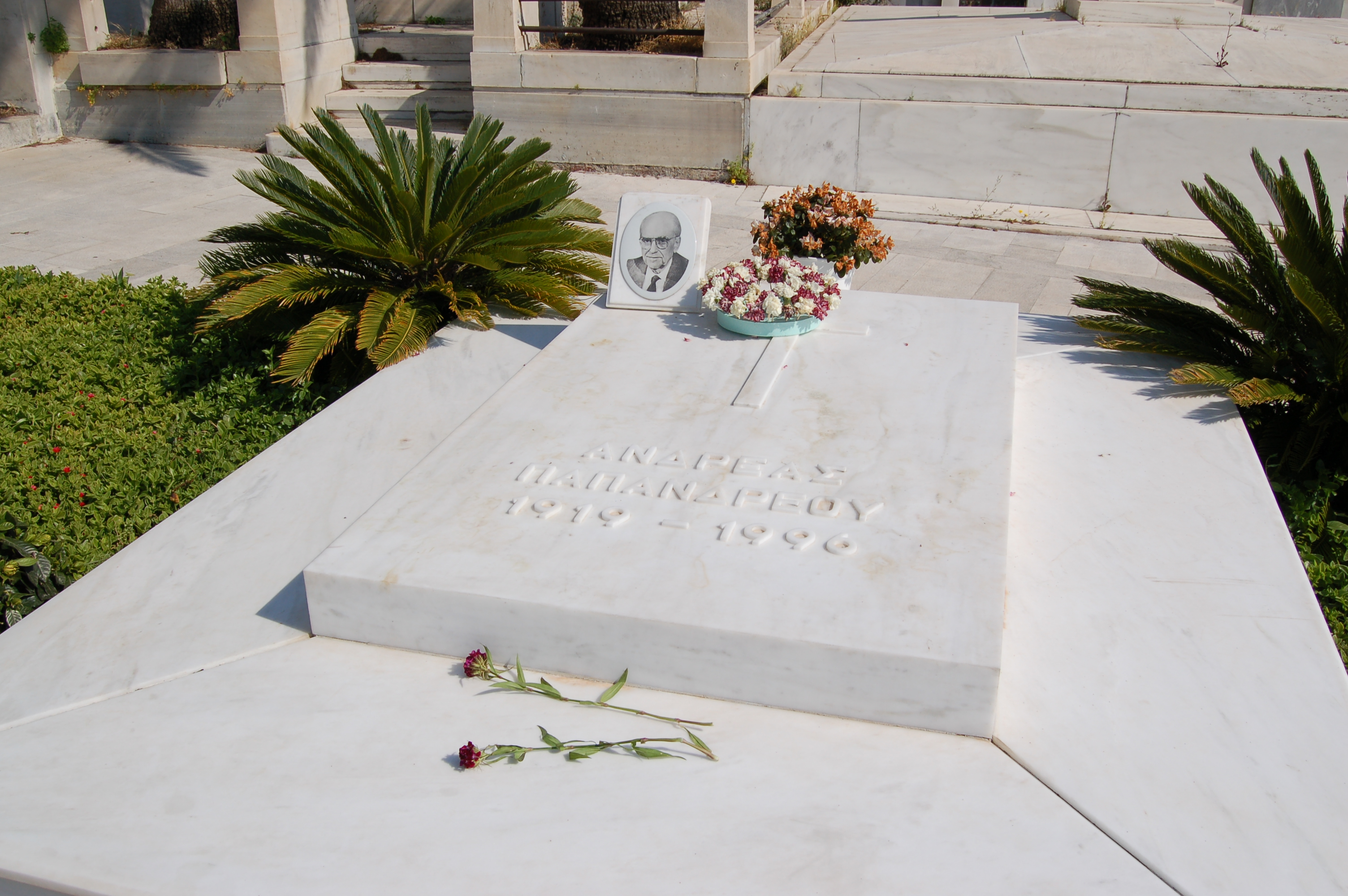
Tumba de Andreas Papandréu
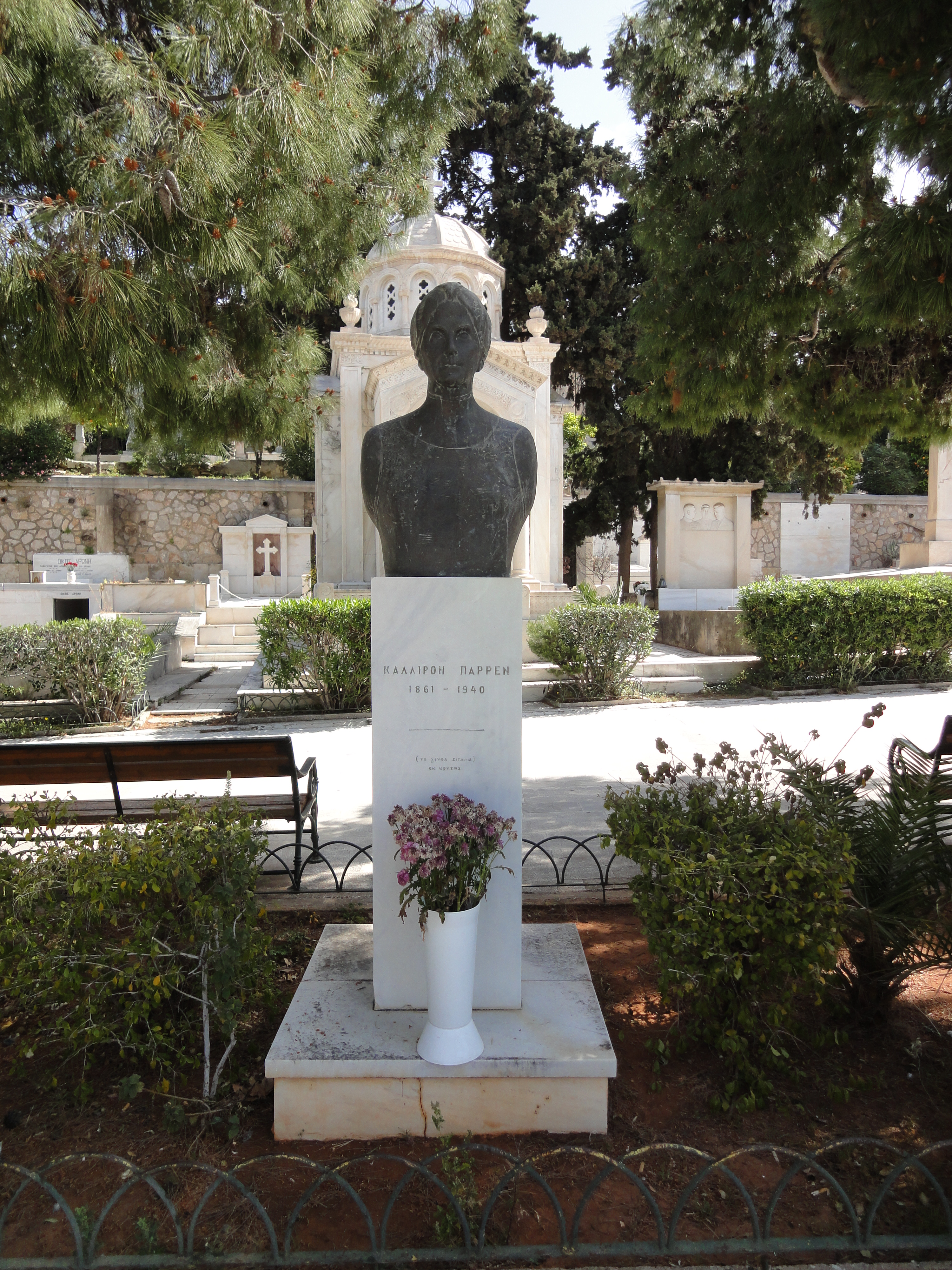
Tumba de Kalliroi Parren
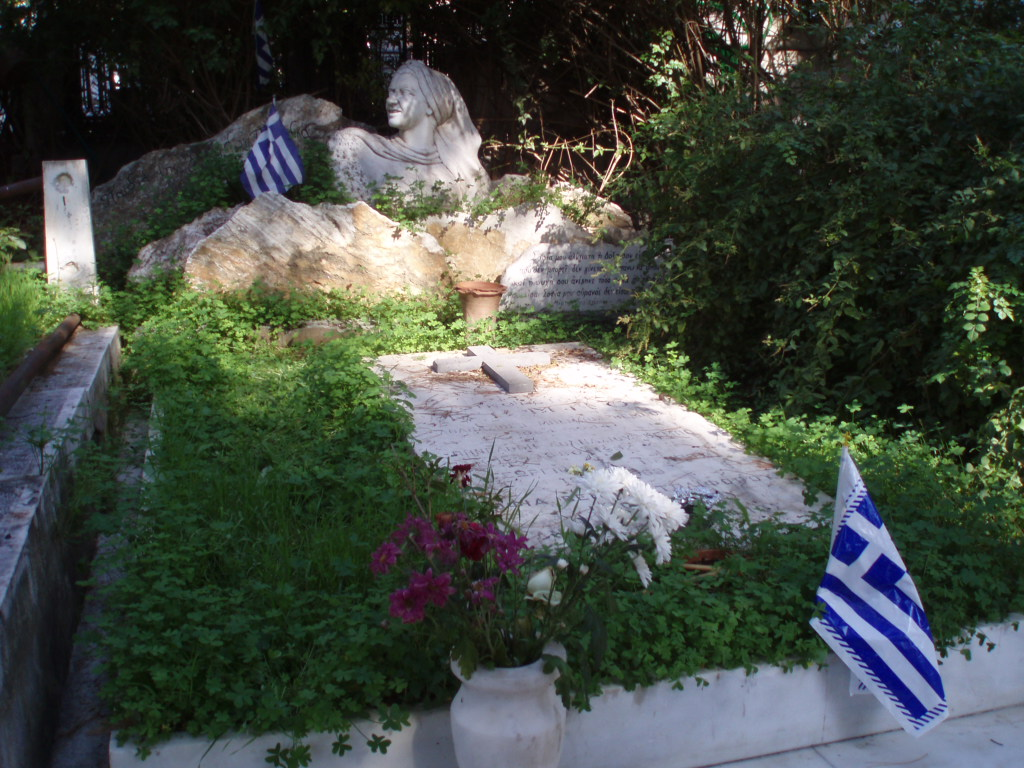
Tumba de Sofía Vembo
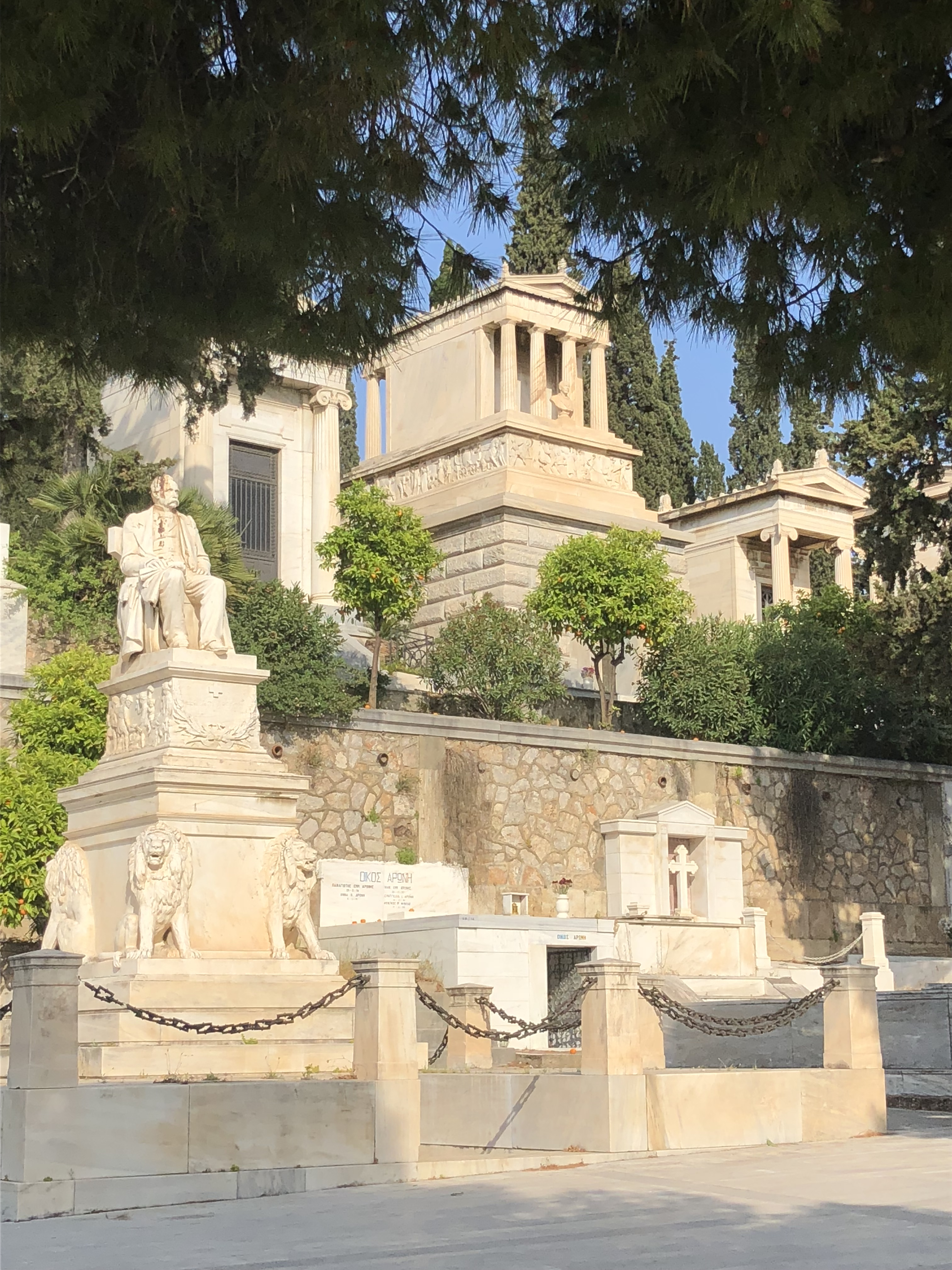
Vista general
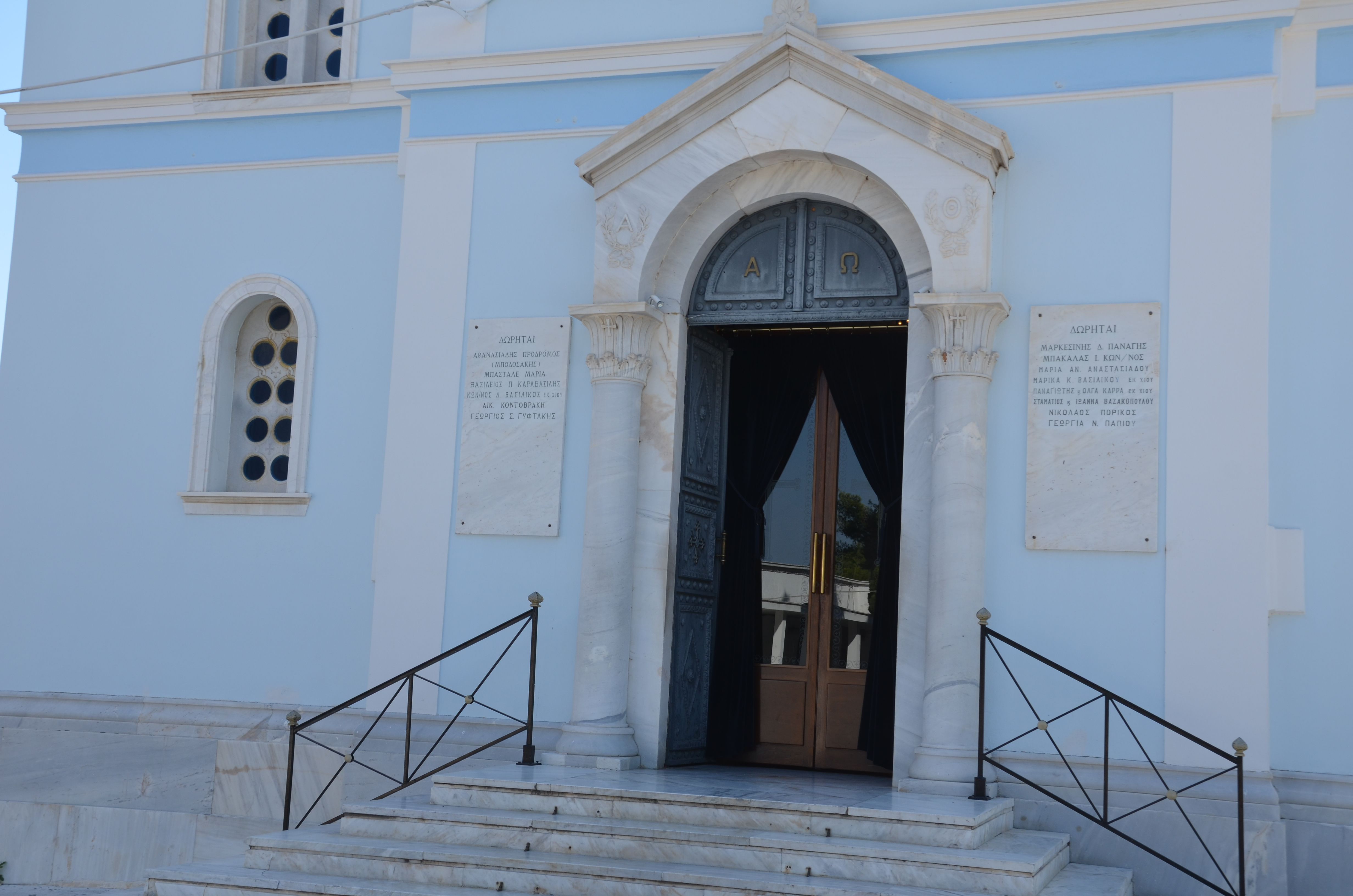
Entrada a la capilla